# Anvers (metrostation)
Anvers is een station van de metro in Parijs langs metrolijn 2 onder de boulevard de Rochechouart op de grens van het 9e en het 18e arrondissement. De naam is afgeleid van de Place d'Anvers en verwijst naar de Belgische stad Antwerpen (Frans: Anvers). De Place d'Anvers werd op haar beurt vernoemd naar de slag die in december 1832 om de citadel van Antwerpen werd uitgevochten tussen Franse en Nederlandse troepen.

## Geschiedenis
Het station werd geopend op 7 oktober 1902 als de terminus van metrolijn 2 Nord die vertrok aan station Porte Dauphine. Op 31 januari 1903 werd de lijn reeds uitgebreid tot station Rue de Bagnolet (het huidige station Alexandre Dumas).

## Aansluitingen
- Funiculaire de Montmartre. Met hetzelfde plaatsbewijs van de metro in station Anvers, kan men de kabeltrein nemen en zich de moeite sparen om de trappen in de tuin van de Sacré-Cœur te beklimmen.
- RATP-busnetwerk: drie lijnen (inclusief Paris l'OpenTour)
- Noctilien: twee lijnen

## In de omgeving
- Montmartre met de basiliek van de Sacré-Cœur.

Porte Dauphine · 
Victor Hugo · 
Charles de Gaulle - Étoile · 
Ternes · 
Courcelles · 
Monceau · 
Villiers · 
Rome · 
Place de Clichy · 
Blanche · 
Pigalle · 
Anvers · 
Barbès - Rochechouart · 
La Chapelle · 
Stalingrad · 
Jaurès · 
Colonel Fabien · 
Belleville · 
Couronnes · 
Ménilmontant · 
Père Lachaise · 
Philippe Auguste · 
Alexandre Dumas · 
Avron · 
Nation
- Virtual International Authority File: 317274375